# 3 Pułk Strzelców Polskich im. Henryka Dąbrowskiego
3 Pułk Strzelców Polskich im. Henryka Dąbrowskiego (3 psp) – oddział piechoty Wojska Polskiego we Wschodniej Rosji, będącego częścią Armii Polskiej we Francji.

## Formowanie i zmiany organizacyjne
3 Pułk Strzelców Polskich im. Henryka Dąbrowskiego został sformowany w listopadzie 1918 roku w Nowonikołajewsku (obecnie Nowosybirsk) na Syberii. Początkowo pułk był podporządkowany dowódcy Wojska Polskiego we Wschodniej Rosji, a od 25 stycznia 1919 dowódcy 5 Dywizji Strzelców Polskich pułkownikowi Kazimierzowi Rumszy. 15 września 1919 pułk liczył 1956 żołnierzy, w tym 82 oficerów, 4 lekarzy, 3 urzędników, 322 podoficerów i 1545 szeregowców, co stanowiło 75% stanu etatowego (2616 żołnierzy).

## Obsada personalna pułku
Obsada personalna pułku w dniu 17 maja 1919 roku:
- dowódca pułku – kpt. / ppłk Romuald Kohutnicki,
- zastępca dowódcy pułku – Bronisław Wyhowski
- dowódca I batalionu – kpt. Emil Niebieszczański,
- dowódca II batalionu – por. Edward Kościński,
- dowódca III batalionu – kpt. Tytus Obłaza[5].